# Kerchīān
Kerchīān (persiska: كرچيان, كِرچِيان, كَرچيان) är en ort i Iran.   Den ligger i provinsen Lorestan, i den centrala delen av landet, 300 km sydväst om huvudstaden Teheran. Kerchīān ligger 1 770 meter över havet och antalet invånare är 257.
Terrängen runt Kerchīān är kuperad åt nordost, men åt sydväst är den bergig. Runt Kerchīān är det ganska glesbefolkat, med 29 invånare per kvadratkilometer. Närmaste större samhälle är Aznā, 12,9 km öster om Kerchīān. Trakten runt Kerchīān består i huvudsak av gräsmarker.